# Ficus praetermissa
Ficus praetermissa är en mullbärsväxtart som beskrevs av Edred John Henry Corner. Ficus praetermissa ingår i släktet fikonsläktet, och familjen mullbärsväxter. Inga underarter finns listade i Catalogue of Life.